# Ludwik Grohmans palæ
Ludwik Grohmans palæ (polsk Pałac Ludwika Grohmana) ligger ved Tylnagaden 9/11 i Łódź. 
Villaen blev bygget i italiensk renæssance i 1881 efter tegninger af Hilary Majewski. Den blev placeret ved siden af en have og Grohmans spinderi ved Targowagaden, med sin gårdsplads begrænset af en tilbygning og et orangeri. 
Efter at Ludwiks søn Leon giftede sig, blev villaen udbygget og delt i to. Blandt andet fik den nye østlige villadel en vinterhave. I 1913 blev villaen også udbygget i sydøstlig retning.
En portikus fører til villaens hovedindgang. Første etage havde både representative og private værelser. Med sin elevator var bygningen også en af de mest moderne fabrikantresidenser i sin tid. Villaens indre fik en rig neorenæssanceudsmykning med stukkatur, allegoriske dekorationer, marmorer, paneler og vægmalerier. I dag er villaen privatejet.
51°45′11.28″N 19°28′26.02″Ø / 51.7531333°N 19.4738944°Ø